# Spencer Treat Clark
Spencer Treat Clark (Nova York, 24 de setembro de 1987) é um ator norte-americano. Suas principais atuações foram em  Sobre Meninos E Lobos, Corpo Fechado, Gladiador , O Suspeito da Rua Arlington e Glass.

## Filmografia
| Filmes      | Filmes                            | Filmes                      | Filmes                  |
| Ano         | Título Original                   | Título (Brasil)             | Papel                   |
| ----------- | --------------------------------- | --------------------------- | ----------------------- |
| 2011        | Lawless                           | Lawless                     | Nate Towne              |
| 2013        | The Last Exorcism: Part Two       | O Último Exorcismo: Parte 2 | Cris                    |
| 2014        | The Town That Dreaded Sundown     |                             | Corey Holland           |
| 2014        | Cymbeline                         |                             | Guiderius               |
| 2014        | Druid Peak                        |                             | Owen                    |
| 2015        | The Girlfriend Game               |                             | Eddie                   |
| 2016        | Ice Scream                        |                             | Mickey                  |
| 2019        | Glass                             | Vidro                       | Joseph Dunn             |
| 2010        | Camp Hope                         | Acampando no Inferno        | Timothy                 |
| 2010        | Jolly Bankers                     | Jolly Bankers               | Conrad                  |
| 2009        | The Last House on the Left        | A última casa               | Justin                  |
| 2007        | Superheroes                       | Superheroes                 | Nick Jones              |
| 2007        | The Babysitters                   | The Babysitters             | Scott Miral             |
| 2005        | Loverboy                          | Loverboy                    | Paul (aos 16)           |
| 2003        | Mystic River                      | Sobre Meninos E Lobos       | Ray Harris              |
| 2000        | Unbreakable                       | Corpo Fechado               | Joseph Dunn             |
| 2000        | Gladiador                         | Gladiador                   | Lucius                  |
| 1999        | Double Jeopardy                   | Risco Duplo                 | Matty (aos 11)          |
| 1999        | Arlington Road                    | O Suspeito da Rua Arlington | Grant Faraday           |
| 1996        | Christmas in Cartoontown          | Christmas in Cartoontown    | Voz                     |
| 1995        | It Was Him or Us                  | It Was Him or Us            | Jesse Pomeroy (Para TV) |
| 1995        | Long Island Fever                 | Long Island Fever           | Tom McCarty (Para TV)   |
| Séries      |                                   |                             |                         |
| Ano         | Título                            | Papel                       | Episódios               |
| 2019        | O Mundo Sombrio De Sabrina        | Jerathmiel                  | 2 episódios             |
| 2009        | The Good Wife                     | Kenny Chatham               |                         |
| 2004        | Law & Order: Special Victims Unit | Brian Coyle                 | 1 episódio              |
| 1999        | Third Watch                       | Kyle                        | 1 episódio              |
| 1999 / 1995 | Another World                     | Steven Michael Frame        | 3 episódios             |

| Ano          | Titulo                            | Nome                                | Notas                       |
| ------------ | --------------------------------- | ----------------------------------- | --------------------------- |
| 1995–99      | Another World                     | Steven Michael Frame #3             | Unknown episodes            |
| 1999         | Third Watch                       | Kyle                                | Episode: "Impulse"          |
| 2004         | Law & Order: Special Victims Unit | Brian Coyle                         | Episode: "Families"         |
| 2009         | The Good Wife                     | Kenny Chatham                       | Episode: "Home"             |
| 2011         | Law & Order: Special Victims Unit | Greg Engels                         | Episode: "Spectacle"        |
| 2011         | The Closer                        | Jesse Dixon                         | Episode: "Repeat Offender"  |
| 2015         | Mad Men                           | Kelly                               | Episode: "Person to Person" |
| 2015–2018    | Agents of S.H.I.E.L.D.            | Alexander Braun/Werner von Strucker | 5 episodes                  |
| 2016–present | Animal Kingdom                    | Adrian                              | Recurring role; 7 episodes  |
| 2017         | NCIS                              | Ryan                                | Episode: "Keep Going"       |

## Prêmios e Indicações
| Prêmios | Prêmios   | Prêmios                          | Prêmios                                                           | Prêmios       |
| Ano     | Resultado | Premiação                        | Categoria                                                         | Título        |
| ------- | --------- | -------------------------------- | ----------------------------------------------------------------- | ------------- |
| 2001    | Indicado  | Blockbuster Entertainment Awards | Ator (coadjuvante/secundário) Favorito - Suspense                 | Corpo Fechado |
| 2001    | Indicado  | Young Artist Awards              | Melhor Performance em Filme - Jovem Ator (coadjuvante/secundário) | Gladiador     |
| 1997    | Indicado  | Young Artist Awards              | Melhor Performance Drama - Jovem Ator                             | Another World |
| 1996    | Indicado  | Young Artist Awards              | Melhor Performance Ator Até 10 Anos - Televisão                   | Another World |